# Maka Gyula (konferanszié)
Maka Gyula (Budapest, 1988. július 3. –) magyar színművész, konferanszié, műsorvezető.

## Élete
A Pécsi Sebestyén Általános és Zenetagozatos Iskolában kezdte a tanulmányait, gyermekként zongorázni tanult. Az Erzsébetvárosi Színi Tagozatos Szakközépiskolában érettségizett, majd a Pesti Magyar Színiakadémián színész végzettséget szerzett.
2013 óta a Fővárosi Nagycirkusz konferansziéja. Színészként több mint tíz évet játszott színpadon, de mint mondja, a cirkuszban találta meg önmagát, itt érzi igazán otthon magát. A XIII. Budapest Nemzetközi Cirkuszfesztiválon nyújtott munkájáért a Blackpool Tower Circus különdíját vehette át, 2022-ben pedig a magyar cirkuszművészet népszerűsítését szolgáló alkotómunkája elismeréseként Magyar Bronz Érdemkereszt polgári tagozat kitüntetést kapott.
A Somnakaj című roma sorsjáték főszerepét alakította. A Dikh TV csatornahangja, és a Rádió Dikh állomáshangja. Utóbbinak az egyik férfi műsorvezetője.

## Fontosabb színházi szerepei
Sziget Színház
- István a király – Laborc
- Jézus Krisztus Szupersztár – Zélótás Simon

Budapesti Operettszínház
- tanuló, statiszta

Soproni Petőfi Színház
- La Mancha lovagja – Pedro
- Cigányprímás – Gaston de Szapáry gróf
- Óz a csodák csodája – Bádogember
- Apostol musical – kar

Szegedi Nemzeti Színház
- Macskafogó – Billy
- West Side Story – Bernardo/Pepe

Tatabányai Jászai Mari Színház
- Grease – Danny Zukko
- Hair – Hud
- A dzsungel könyve – Akela

A Fővárosi Nagycirkusz műsoraiban konferansziéként és színművészként
- Cirkuszi kavalkád (2012)
- Cirkusz Maximus (2013)
- Az univerzum fényei (2013)
- Cirkusz Klasszikus (2014)
- Zéró Gravitáció (2014)
- Fesztiváll (2014)
- Magyar Cirkusz Csillagok (2015)
- Cirkusszimó (2015)
- Balance (2015)
- Fesztikon – Porondon a cirkuszfesztivál bajnokai! (2016)
- Vízi cirkusz – Atlantisz gyermekei (2016)
- Lúdas Matyi a cirkuszban (2016)
- Dima karácsonya (2016)
- Cirkuszi szomszédolás (2017)
- Jégbe zárt cirkuszvilág – Antarktisz gyermekei (2017)
- Csodagömb – Cirkuszi nagykarácsony (2017)
- Győztesek karneválja a cirkuszban (2018)
- Lúdas Matyi a cirkuszban (2018)
- Atlantic Flight – nagy cirkuszi utazás (2018)
- Atlantic Flight Repülőiskola – elsősök csoda országban (2018)
- Szikramanók – Karácsonyi kaland a cirkuszban (2018)
- Főnix – Tűzcirkusz (2019)
- Repülőcirkusz (2019)
- Hófödte Álom – ősi cirkuszi mese (2019)
- Fesztivál + – Varázslatos Győztesek (2020)
- Tündértánc – Nővarázs (2020)
- Dinasztiák (A, B, C, D műsorok) (2021)
- Csillagtánc (2021)
- Tavaszváró – Fesztivál + (2022)
- RAIN – Esőcirkusz (2022)
- MAGIC – Show (2022)
- Melyiket a 9 közül? (2022)
- Ice Kingdom – Jégkirályság (2023)
- 10-14. Budapest Nemzetközi Cirkuszfesztiválok
- Eric Lee Magic Show (2024)

## Díjai
- Blackpool Tower Circus különdíja (2020)
- Magyar Bronz Érdemkereszt polgári tagozat kitüntetés (2022)